# Bureakivka, Cervonoarmiisk
Bureakivka (în ucraineană Буряківка) este un sat în așezarea urbană Cervonoarmiisk din raionul Cervonoarmiisk, regiunea Jîtomîr, Ucraina.

## Demografie
Componența lingvistică a localității Bureakivka
     Ucraineană (99,32%)
     Alte limbi (0,34%)
Conform recensământului din 2001, majoritatea populației localității Bureakivka era vorbitoare de ucraineană (99,32%), existând în minoritate și vorbitori de alte limbi.